# 普熱德布日猶太會堂

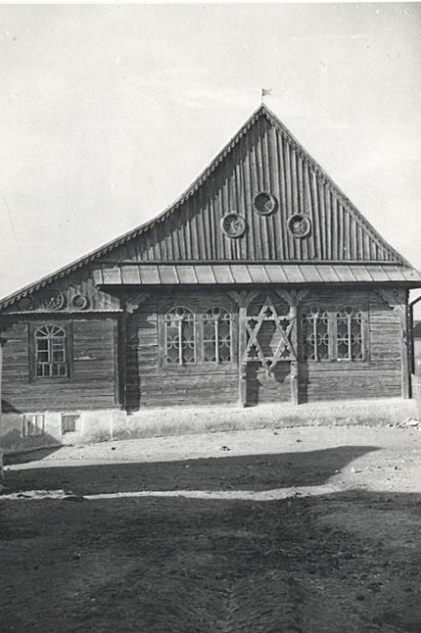

普熱德布日猶太會堂（Przedbórz Synagogue）是波蘭城鎮普熱德布日的一座木質猶太會堂。文獻記載普熱德布日自1570年開始有猶太人社區。二戰開始時，該市的人口中有60%是猶太人。這座猶太會堂竣工於1760年，在1939年被毀。